# Бенгальский флорикан
Бенгальский флорикан, или бородатая ма́лая дрофа́ (лат. Houbaropsis bengalensis), — вид птиц из семейства дрофиных (Otididae), единственный в роде бенгальских флориканов (Houbaropsis). Распространён в северной части Индийского субконтинента и, в небольшом количестве, в Камбодже (в основном в провинции Кампонгтям). Из-за быстрой потери среды обитания вид находится под угрозой исчезновения, и его популяция в последние годы стремительно сокращается.
Самец в брачном наряде имеет белые крылья на фоне чёрной головы, груди и брюха. Задняя часть тела и хвоста коричнево-красного цвета с тёмными пятнами. На шее и груди имеет большие, декоративные перья. Самка имеет пёструю, камуфляжную окраску. Ноги длинные и сильные, жёлтого цвета. Это небольшая дрофа, достигающая 66—68 см в длину и около 55 см в высоту. Длина крыла 33,8—36,8 см. Вес тела от 1,2 до 1,5 кг у самцов и от 1,7 до 1,9 кг у самок.
Обитает на низменных лугах и прериях, покрытых рассеянными кустарниками. В отличие от других дроф часто встречаются одинокие особи.
С марта по май длится брачный период. Откладывают три-пять тёмных, пятнистых яиц. Гнездование длится до августа, когда потомство становится независимыми.
В рацион входят семена многих растений, стебли, цветы и ягоды, а также насекомые и ящерицы.
Бородатая малая дрофа относится к исчезающим видам. Несмотря на все усилия, чтобы обеспечить его защиту в Индии, Непале и Камбодже, популяция этого вида по-прежнему сокращается. Число трудно оценить из-за скрытного образа жизни этих птиц и их застенчивости. В настоящее время популяция насчитывает 350—1500 особей. В отличие от многих других видов дроф, может терпеть длительное присутствие человека, но не приспособлена к жизни в районах, регулярно используемых для сельского хозяйства.